# 日本ホラー小説大賞
日本ホラー小説大賞（にほんホラーしょうせつたいしょう）は、かつて存在した日本の公募新人文学賞。株式会社KADOKAWAと一般財団法人角川文化振興財団が主催していた。

## 概要
1994年、角川書店とフジテレビによって、「同じ時代を生きている全ての読者と、恐怖を通して人間の闇と光を描こうとする才能豊かな書き手のために」をコンセプトとして設けられた。
第2回から第18回までは、長編部門と短編部門に分けて募集され、それぞれ長編賞と短編賞が授与された。また、両部門の中でもっとも優れた作品が大賞に選出された。第19回以降は、大賞、優秀賞（佳作）のほか、一般から選ばれたモニター審査員が選ぶ読者賞が選出される。
第25回（2018年）を最後に、同じKADOKAWA主催の横溝正史ミステリ大賞と統合され、2019年度から新たに「横溝正史ミステリ&ホラー大賞」に衣替えされた。
大賞受賞作品は、角川書店より単行本として刊行され、読者賞受賞作品は、角川ホラー文庫より刊行される。フジテレビによりテレビドラマ化、映画化・ビデオ化される場合もある。

## 選考委員
- 第1回：荒俣宏、遠藤周作、景山民夫、高橋克彦
- 第2回 - 第4回：荒俣宏、景山民夫、高橋克彦、林真理子
- 第5回 - 第16回：荒俣宏、高橋克彦、林真理子
- 第17回 - 第19回：：荒俣宏、貴志祐介、高橋克彦、林真理子
- 第20回：荒俣宏、貴志祐介、高橋克彦、宮部みゆき
- 第21回 - 第25回：綾辻行人、貴志祐介、宮部みゆき

## 受賞作

### 第1回 - 第10回
特記がなければ、初刊は角川書店、文庫は角川ホラー文庫刊。
| 回（年）         | 応募総数                      | 賞               | 受賞・候補作                                      | 著者             | 初刊       | 文庫化     |
| ---------------- | ----------------------------- | ---------------- | ------------------------------------------------- | ---------------- | ---------- | ---------- |
| 第1回（1994年）  | 867編                         | 大賞             | 該当作なし                                        | 該当作なし       | 該当作なし | 該当作なし |
| 第1回（1994年）  | 867編                         | 佳作             | 「郵便屋」                                        | 芹澤準           |            | 1994年8月  |
| 第1回（1994年）  | 867編                         | 佳作             | 「HYBRID」                                        | カシュウ・タツミ |            | 1994年4月  |
| 第1回（1994年）  | 867編                         | 佳作             | 「蟲」                                            | 坂東眞砂子       |            | 1994年8月  |
| 第1回（1994年）  | 867編                         | 候補             | 「Discovered」                                    | 角田玲           |            |            |
| 第1回（1994年）  | 867編                         | 候補             | 「曼陀羅華」                                      | 小沢章友         | 1996年12月 |            |
| 第2回（1995年）  | 長編部門 389編 短編部門 593編 | 大賞             | 「パラサイト・イヴ」                              | 瀬名秀明         | 1995年4月  | 1996年12月 |
| 第2回（1995年）  | 長編部門 389編 短編部門 593編 | 【長編部門】     |                                                   |                  |            |            |
| 第2回（1995年）  | 長編部門 389編 短編部門 593編 | 長編賞該当作なし |                                                   |                  |            |            |
| 第2回（1995年）  | 長編部門 389編 短編部門 593編 | 候補             | 「鬼がやってくる」                                | 山田有比呂       |            |            |
| 第2回（1995年）  | 長編部門 389編 短編部門 593編 | 候補             | 「遠い約束」                                      | 土屋理敬         |            |            |
| 第2回（1995年）  | 長編部門 389編 短編部門 593編 | 候補             | 「脳の中の樹海」                                  | 柳原慧           |            |            |
| 第2回（1995年）  | 長編部門 389編 短編部門 593編 | 【短編部門】     |                                                   |                  |            |            |
| 第2回（1995年）  | 長編部門 389編 短編部門 593編 | 短編賞           | 「玩具修理者」                                    | 小林泰三         | 1996年4月  | 1999年4月  |
| 第2回（1995年）  | 長編部門 389編 短編部門 593編 | 候補             | 「赤い羽根の秘密」                                | 倉阪鬼一郎       |            |            |
| 第2回（1995年）  | 長編部門 389編 短編部門 593編 | 候補             | 「サーディンズ（Sardines）」                      | 平井伸秀         |            |            |
| 第2回（1995年）  | 長編部門 389編 短編部門 593編 | 候補             | 「洗濯屋の夜の仕事」                              | 草原克芳         |            |            |
| 第2回（1995年）  | 長編部門 389編 短編部門 593編 | 候補             | 「ハナ」                                          | 藤岡真           |            |            |
| 第3回（1996年）  | 長編部門 183編 短編部門 462編 | 大賞             | 該当作なし                                        | 該当作なし       | 該当作なし | 該当作なし |
| 第3回（1996年）  | 長編部門 183編 短編部門 462編 | 【長編部門】     |                                                   |                  |            |            |
| 第3回（1996年）  | 長編部門 183編 短編部門 462編 | 長編賞該当作なし |                                                   |                  |            |            |
| 第3回（1996年）  | 長編部門 183編 短編部門 462編 | 佳作             | 「ISORA」                                         | 貴志祐介         | 1999年12月 | 1996年4月  |
| 第3回（1996年）  | 長編部門 183編 短編部門 462編 | 候補             | 「夢都伝説」                                      | 妹尾俊之         |            |            |
| 第3回（1996年）  | 長編部門 183編 短編部門 462編 | 候補             | 「夏の想い出」                                    | 小原夕奈         |            |            |
| 第3回（1996年）  | 長編部門 183編 短編部門 462編 | 【短編部門】     |                                                   |                  |            |            |
| 第3回（1996年）  | 長編部門 183編 短編部門 462編 | 短編賞該当作なし |                                                   |                  |            |            |
| 第3回（1996年）  | 長編部門 183編 短編部門 462編 | 佳作             | 「ブルキナ・ファソの夜」                          | 櫻沢順           |            | 2002年1月  |
| 第3回（1996年）  | 長編部門 183編 短編部門 462編 | 候補             | 「生き写し」                                      | 須藤洛夜         |            |            |
| 第3回（1996年）  | 長編部門 183編 短編部門 462編 | 候補             | 「夏のおもいで ファイトム イン サマーパラダイス」 | 長島槇子         |            |            |
| 第3回（1996年）  | 長編部門 183編 短編部門 462編 | 候補             | 「ロシュフォールの箱」                            | 中澤健一         |            |            |
| 第4回（1997年）  | 長編部門 271編 短編部門 573編 | 大賞             | 「黒い家」                                        | 貴志祐介         | 1997年6月  | 1998年12月 |
| 第4回（1997年）  | 長編部門 271編 短編部門 573編 | 【長編部門】     |                                                   |                  |            |            |
| 第4回（1997年）  | 長編部門 271編 短編部門 573編 | 長編賞           | 「レフトハンド」                                  | 中井拓志         | 1997年6月  | 1998年12月 |
| 第4回（1997年）  | 長編部門 271編 短編部門 573編 | 候補             | 「祈り」                                          | 柳原慧           |            |            |
| 第4回（1997年）  | 長編部門 271編 短編部門 573編 | 【短編部門】     |                                                   |                  |            |            |
| 第4回（1997年）  | 長編部門 271編 短編部門 573編 | 短編賞           | 「D-ブリッジ・テープ」                            | 沙藤一樹         | 1997年6月  | 1998年12月 |
| 第4回（1997年）  | 長編部門 271編 短編部門 573編 | 候補             | 「黒く塗れ！」                                    | 石田衣良         |            |            |
| 第4回（1997年）  | 長編部門 271編 短編部門 573編 | 候補             | 「メモリアル・オブ・昇降機」                      | 松尾智恵         |            |            |
| 第4回（1997年）  | 長編部門 271編 短編部門 573編 | 候補             | 「鹿尾菜」                                        | 長島槇子         |            |            |
| 第5回（1998年）  | 長編部門 229編 短編部門 483編 | 大賞             | 該当作なし                                        | 該当作なし       | 該当作なし | 該当作なし |
| 第5回（1998年）  | 長編部門 229編 短編部門 483編 | 【長編部門】     |                                                   |                  |            |            |
| 第5回（1998年）  | 長編部門 229編 短編部門 483編 | 長編賞該当作なし |                                                   |                  |            |            |
| 第5回（1998年）  | 長編部門 229編 短編部門 483編 | 候補             | 「CENTURY OF THE DAMNED」                         | 戸梶圭太         | 2009年8月  |            |
| 第5回（1998年）  | 長編部門 229編 短編部門 483編 | 候補             | 「夜に眠れぬ者たちへ」                            | 柳原慧           |            |            |
| 第5回（1998年）  | 長編部門 229編 短編部門 483編 | 候補             | 「バトル・ロワイアル」                            | 高見広春         | 1999年4月  | 2002年8月  |
| 第5回（1998年）  | 長編部門 229編 短編部門 483編 | 候補             | 「傀儡の悦び」                                    | 保科昌彦         |            |            |
| 第5回（1998年）  | 長編部門 229編 短編部門 483編 | 【短編部門】     |                                                   |                  |            |            |
| 第5回（1998年）  | 長編部門 229編 短編部門 483編 | 短編賞該当作なし |                                                   |                  |            |            |
| 第5回（1998年）  | 長編部門 229編 短編部門 483編 | 候補             | 「お父さんと呼ばないでくれ」                      | 永見功平         |            |            |
| 第5回（1998年）  | 長編部門 229編 短編部門 483編 | 候補             | 「神楽坂隧道」                                    | 妹尾俊之         |            |            |
| 第5回（1998年）  | 長編部門 229編 短編部門 483編 | 候補             | 「楽園王子」                                      | 多崎浩一         |            |            |
| 第5回（1998年）  | 長編部門 229編 短編部門 483編 | 候補             | 「落ちてきた歴史」                                | 嶋田浩司         |            |            |
| 第5回（1998年）  | 長編部門 229編 短編部門 483編 | 候補             | 「相似形の夜」                                    | 紙谷皓一         |            |            |
| 第5回（1998年）  | 長編部門 229編 短編部門 483編 | 候補             | 「七日でできる」                                  | 田村登           |            |            |
| 第6回（1999年）  | 長編部門 214編 短編部門 478編 | 大賞             | 「ぼっけえ、きょうてえ」                          | 岩井志麻子       | 1999年10月 | 2002年7月  |
| 第6回（1999年）  | 長編部門 214編 短編部門 478編 | 【長編部門】     |                                                   |                  |            |            |
| 第6回（1999年）  | 長編部門 214編 短編部門 478編 | 長編賞該当作なし |                                                   |                  |            |            |
| 第6回（1999年）  | 長編部門 214編 短編部門 478編 | 佳作             | 「スイート・リトル・ベイビー」                    | 牧野修           |            | 1999年12月 |
| 第6回（1999年）  | 長編部門 214編 短編部門 478編 | 候補             | 「ペルソナ」                                      | 藤城秀樹         |            |            |
| 第6回（1999年）  | 長編部門 214編 短編部門 478編 | 候補             | 「傀儡の流転」                                    | 妹尾俊之         |            |            |
| 第6回（1999年）  | 長編部門 214編 短編部門 478編 | 候補             | 「RIVER」                                         | 水樹泉           |            |            |
| 第6回（1999年）  | 長編部門 214編 短編部門 478編 | 【短編部門】     |                                                   |                  |            |            |
| 第6回（1999年）  | 長編部門 214編 短編部門 478編 | 短編賞該当作なし |                                                   |                  |            |            |
| 第6回（1999年）  | 長編部門 214編 短編部門 478編 | 佳作             | 「お葬式」                                        | 瀬川ことび       |            | 1999年12月 |
| 第6回（1999年）  | 長編部門 214編 短編部門 478編 | 候補             | 「じんせい大博覧会」                              | 桐野誠和         |            |            |
| 第6回（1999年）  | 長編部門 214編 短編部門 478編 | 候補             | 「闇の司」                                        | 秋里光彦         |            | 2001年2月  |
| 第7回（2000年）  | 長編部門 203編 短編部門 527編 | 大賞             | 該当作なし                                        | 該当作なし       | 該当作なし | 該当作なし |
| 第7回（2000年）  | 長編部門 203編 短編部門 527編 | 【長編部門】     |                                                   |                  |            |            |
| 第7回（2000年）  | 長編部門 203編 短編部門 527編 | 長編賞該当作なし |                                                   |                  |            |            |
| 第7回（2000年）  | 長編部門 203編 短編部門 527編 | 候補             | 「川を覆う闇」                                    | 桐生祐狩         |            | 2006年5月  |
| 第7回（2000年）  | 長編部門 203編 短編部門 527編 | 候補             | 「斜め暮らし」                                    | 佐藤直樹         |            |            |
| 第7回（2000年）  | 長編部門 203編 短編部門 527編 | 候補             | 「瞑れる山」                                      | 北林一光         |            |            |
| 第7回（2000年）  | 長編部門 203編 短編部門 527編 | 候補             | 「不思議」                                        | 伊島りすと       |            |            |
| 第7回（2000年）  | 長編部門 203編 短編部門 527編 | 候補             | 「暗黒世界の潜伏者」                              | 中川隆           |            |            |
| 第7回（2000年）  | 長編部門 203編 短編部門 527編 | 【短編部門】     |                                                   |                  |            |            |
| 第7回（2000年）  | 長編部門 203編 短編部門 527編 | 短編賞該当作なし |                                                   |                  |            |            |
| 第7回（2000年）  | 長編部門 203編 短編部門 527編 | 候補             | 「3日間」                                         | 秋田六輝         |            |            |
| 第7回（2000年）  | 長編部門 203編 短編部門 527編 | 候補             | 「漂着」                                          | 松本楽志         |            |            |
| 第7回（2000年）  | 長編部門 203編 短編部門 527編 | 候補             | 「空き缶」                                        | 奈良光           |            |            |
| 第7回（2000年）  | 長編部門 203編 短編部門 527編 | 候補             | 「ディレクターズ・カット」                        | 高橋匠           |            |            |
| 第7回（2000年）  | 長編部門 203編 短編部門 527編 | 候補             | 「旅芝居怪談双六」                                | 長島槇子         |            |            |
| 第8回（2001年）  | 長編部門 161編 短編部門 428編 | 大賞             | 「ジュリエット」                                  | 伊島りすと       | 2001年7月  | 2003年9月  |
| 第8回（2001年）  | 長編部門 161編 短編部門 428編 | 【長編部門】     |                                                   |                  |            |            |
| 第8回（2001年）  | 長編部門 161編 短編部門 428編 | 受賞             | 「妙薬」                                          | 桐生祐狩         | 2001年6月  | 2003年9月  |
| 第8回（2001年）  | 長編部門 161編 短編部門 428編 | 候補             | 「溺愛」                                          | 湯川真           |            |            |
| 第8回（2001年）  | 長編部門 161編 短編部門 428編 | 候補             | 「鴉のまどろみ」                                  | 保科昌彦         |            |            |
| 第8回（2001年）  | 長編部門 161編 短編部門 428編 | 【短編部門】     |                                                   |                  |            |            |
| 第8回（2001年）  | 長編部門 161編 短編部門 428編 | 受賞             | 「古川」                                          | 吉永達彦         | 2001年6月  | 2003年9月  |
| 第8回（2001年）  | 長編部門 161編 短編部門 428編 | 候補             | 「あとは若い者同士で」                            | 山崎康弘         |            |            |
| 第8回（2001年）  | 長編部門 161編 短編部門 428編 | 候補             | 「浮首」                                          | 壷居まさみ       |            |            |
| 第8回（2001年）  | 長編部門 161編 短編部門 428編 | 候補             | 「最初に母が殺された」                            | 一故晶夫         |            |            |
| 第8回（2001年）  | 長編部門 161編 短編部門 428編 | 候補             | 「は」                                            | 高野紀子         |            |            |
| 第8回（2001年）  | 長編部門 161編 短編部門 428編 | 候補             | 「アイスマン」                                    | 朱川湊人         | 2003年9月  | 2006年4月  |
| 第9回（2002年）  | 長編部門 182編 短編部門 501編 | 大賞             | 該当作なし                                        | 該当作なし       | 該当作なし | 該当作なし |
| 第9回（2002年）  | 長編部門 182編 短編部門 501編 | 【長編部門】     |                                                   |                  |            |            |
| 第9回（2002年）  | 長編部門 182編 短編部門 501編 | 長編賞該当作なし |                                                   |                  |            |            |
| 第9回（2002年）  | 長編部門 182編 短編部門 501編 | 候補             | 「四番町の猫屋敷」                                | 青木由孝         |            |            |
| 第9回（2002年）  | 長編部門 182編 短編部門 501編 | 候補             | 「りらりらん」                                    | 鬼藤凛           |            |            |
| 第9回（2002年）  | 長編部門 182編 短編部門 501編 | 候補             | 「トリニティの息子」                              | 保科昌彦         |            |            |
| 第9回（2002年）  | 長編部門 182編 短編部門 501編 | 候補             | 「ワンモア・レッド・ナイトメア」                  | 荒川一信         |            |            |
| 第9回（2002年）  | 長編部門 182編 短編部門 501編 | 【短編部門】     |                                                   |                  |            |            |
| 第9回（2002年）  | 長編部門 182編 短編部門 501編 | 短編賞該当作なし |                                                   |                  |            |            |
| 第9回（2002年）  | 長編部門 182編 短編部門 501編 | 候補             | 「手首から先」                                    | 道尾秀介         |            |            |
| 第9回（2002年）  | 長編部門 182編 短編部門 501編 | 候補             | 「冷静な女」                                      | 向井貴子         |            |            |
| 第9回（2002年）  | 長編部門 182編 短編部門 501編 | 候補             | 「無礼講」                                        | 栗本章           |            |            |
| 第9回（2002年）  | 長編部門 182編 短編部門 501編 | 候補             | 「人造人間キャサリン」                            | 高木宏           |            |            |
| 第9回（2002年）  | 長編部門 182編 短編部門 501編 | 候補             | 「水曜日、風は凪のまま」                          | 水木ゆうか       |            |            |
| 第10回（2003年） | 長編部門 138編 短編部門 406編 | 大賞             | 「姉飼」                                          | 遠藤徹           | 2003年11月 | 2006年11月 |
| 第10回（2003年） | 長編部門 138編 短編部門 406編 | 【長編部門】     |                                                   |                  |            |            |
| 第10回（2003年） | 長編部門 138編 短編部門 406編 | 受賞             | 「怨讐の相続人」                                  | 保科昌彦         |            | 2003年11月 |
| 第10回（2003年） | 長編部門 138編 短編部門 406編 | 候補             | 「光 - A Light」                                  | 多喜本晶土       |            |            |
| 第10回（2003年） | 長編部門 138編 短編部門 406編 | 候補             | 「蜥蜴」                                          | ネコ・ヤマモト   |            |            |
| 第10回（2003年） | 長編部門 138編 短編部門 406編 | 候補             | 「ミッシングリンク」                              | 白石泉           |            |            |
| 第10回（2003年） | 長編部門 138編 短編部門 406編 | 候補             | 「ヒステリックロジック」                          | 霜月景           |            |            |
| 第10回（2003年） | 長編部門 138編 短編部門 406編 | 【短編部門】     |                                                   |                  |            |            |
| 第10回（2003年） | 長編部門 138編 短編部門 406編 | 受賞             | 「白い部屋で月の歌を」                            | 朱川湊人         |            | 2003年11月 |
| 第10回（2003年） | 長編部門 138編 短編部門 406編 | 候補             | 「メタスタシス」                                  | 高松葦           |            |            |
| 第10回（2003年） | 長編部門 138編 短編部門 406編 | 候補             | 「虚」                                            | 方波見大志       |            |            |
| 第10回（2003年） | 長編部門 138編 短編部門 406編 | 候補             | 「頭蓋幻灯」                                      | 松本楽志         |            |            |

### 第11回 - 第20回
特記がなければ、初刊は角川書店、文庫は角川ホラー文庫刊。
| 回（年）         | 応募総数                      | 賞               | 受賞・候補作                            | 著者         | 初刊       | 文庫化     |
| ---------------- | ----------------------------- | ---------------- | --------------------------------------- | ------------ | ---------- | ---------- |
| 第11回（2004年） | 長編部門 146編 短編部門 452編 | 大賞             | 該当作なし                              | 該当作なし   | 該当作なし | 該当作なし |
| 第11回（2004年） | 長編部門 146編 短編部門 452編 | 【長編部門】     |                                         |              |            |            |
| 第11回（2004年） | 長編部門 146編 短編部門 452編 | 長編賞該当作なし |                                         |              |            |            |
| 第11回（2004年） | 長編部門 146編 短編部門 452編 | 佳作             | 「レテの支流」                          | 早瀬乱       |            | 2004年11月 |
| 第11回（2004年） | 長編部門 146編 短編部門 452編 | 候補             | 「パラリシス」                          | 工藤隆史     |            |            |
| 第11回（2004年） | 長編部門 146編 短編部門 452編 | 候補             | 「喉モト過ギレバ」                      | 鬼藤凛       |            |            |
| 第11回（2004年） | 長編部門 146編 短編部門 452編 | 候補             | 「#104」                                | 森昭彦       |            |            |
| 第11回（2004年） | 長編部門 146編 短編部門 452編 | 候補             | 「裏返る人面の都」                      | 黒石麻呂     |            |            |
| 第11回（2004年） | 長編部門 146編 短編部門 452編 | 【短編部門】     |                                         |              |            |            |
| 第11回（2004年） | 長編部門 146編 短編部門 452編 | 受賞             | 「お見世出し」                          | 森山東       |            | 2004年11月 |
| 第11回（2004年） | 長編部門 146編 短編部門 452編 | 佳作             | 「とくさ」                              | 福島サトル   |            | 2004年11月 |
| 第11回（2004年） | 長編部門 146編 短編部門 452編 | 候補             | 「四股ふんじゃって」                    | ごとう廣     |            |            |
| 第11回（2004年） | 長編部門 146編 短編部門 452編 | 候補             | 「子宮に降る雨」                        | 森田京吾     |            |            |
| 第11回（2004年） | 長編部門 146編 短編部門 452編 | 候補             | 「ほとりの家」                          | 鈴木知友     |            |            |
| 第12回（2005年） | 長編部門 190編 短編部門 387編 | 大賞             | 「夜市」                                | 恒川光太郎   | 2005年10月 | 2008年5月  |
| 第12回（2005年） | 長編部門 190編 短編部門 387編 | 【長編部門】     |                                         |              |            |            |
| 第12回（2005年） | 長編部門 190編 短編部門 387編 | 受賞             | 「チューイングボーン」                  | 大山尚利     |            | 2005年11月 |
| 第12回（2005年） | 長編部門 190編 短編部門 387編 | 候補             | 「サック・アンド・シュガー」            | 黒澤主計     |            |            |
| 第12回（2005年） | 長編部門 190編 短編部門 387編 | 候補             | 「凶漢妄議」                            | 小林陽一     |            |            |
| 第12回（2005年） | 長編部門 190編 短編部門 387編 | 候補             | 「サロメ後継」                          | 早瀬乱       | 2006年12月 | 2010年5月  |
| 第12回（2005年） | 長編部門 190編 短編部門 387編 | 【短編部門】     |                                         |              |            |            |
| 第12回（2005年） | 長編部門 190編 短編部門 387編 | 受賞             | 「余は如何にして 服部ヒロシとなりしか」 | あせごのまん |            | 2005年11月 |
| 第12回（2005年） | 長編部門 190編 短編部門 387編 | 候補             | 「蓮骨」                                | 蒼柳晋       |            |            |
| 第12回（2005年） | 長編部門 190編 短編部門 387編 | 候補             | 「八月の輝き」                          | 上ノ瀬海     |            |            |
| 第12回（2005年） | 長編部門 190編 短編部門 387編 | 候補             | 「魔縁」                                | 北崎誠一     |            |            |
| 第12回（2005年） | 長編部門 190編 短編部門 387編 | 候補             | 「子猫を食べる」                        | 小倉豊       |            |            |
| 第13回（2006年） | 長編部門 253編 短編部門 408編 | 大賞             | 該当作なし                              | 該当作なし   | 該当作なし | 該当作なし |
| 第13回（2006年） | 長編部門 253編 短編部門 408編 | 【長編部門】     |                                         |              |            |            |
| 第13回（2006年） | 長編部門 253編 短編部門 408編 | 受賞             | 「紗央里ちゃんの家」                    | 矢部嵩       | 2006年10月 | 2008年9月  |
| 第13回（2006年） | 長編部門 253編 短編部門 408編 | 候補             | 「PUNK - PUNK is UnkNown Kicks」        | 愛島衷       |            |            |
| 第13回（2006年） | 長編部門 253編 短編部門 408編 | 候補             | 「棺」                                  | 夷原一路     |            |            |
| 第13回（2006年） | 長編部門 253編 短編部門 408編 | 候補             | 「おだがの うろこ譚」                   | 朱月         |            |            |
| 第13回（2006年） | 長編部門 253編 短編部門 408編 | 【短編部門】     |                                         |              |            |            |
| 第13回（2006年） | 長編部門 253編 短編部門 408編 | 受賞             | 「サンマイ崩れ」                        | 吉岡暁       |            | 2008年7月  |
| 第13回（2006年） | 長編部門 253編 短編部門 408編 | 候補             | 「家族ごっこ」                          | 乾優紀       |            |            |
| 第13回（2006年） | 長編部門 253編 短編部門 408編 | 候補             | 「なかちゃんの卵」                      | 川谷珠子     |            |            |
| 第13回（2006年） | 長編部門 253編 短編部門 408編 | 候補             | 「よめごおくり」                        | 古山由仁     |            |            |
| 第13回（2006年） | 長編部門 253編 短編部門 408編 | 候補             | 「ナンバー・フォー」                    | 小松知佳     |            |            |
| 第14回（2007年） | 長編部門 201編 短編部門 404編 | 大賞             | 該当作なし                              | 該当作なし   | 該当作なし | 該当作なし |
| 第14回（2007年） | 長編部門 201編 短編部門 404編 | 【長編部門】     |                                         |              |            |            |
| 第14回（2007年） | 長編部門 201編 短編部門 404編 | 長編賞該当作なし |                                         |              |            |            |
| 第14回（2007年） | 長編部門 201編 短編部門 404編 | 候補             | 「時空の草原」                          | 公威花香     |            |            |
| 第14回（2007年） | 長編部門 201編 短編部門 404編 | 候補             | 「バッド・チューニング」                | 飯野文彦     | 2007年8月  |            |
| 第14回（2007年） | 長編部門 201編 短編部門 404編 | 候補             | 「舟よのう」                            | 小杉英了     |            |            |
| 第14回（2007年） | 長編部門 201編 短編部門 404編 | 候補             | 「稿木死灰」                            | 榊護         |            |            |
| 第14回（2007年） | 長編部門 201編 短編部門 404編 | 【短編部門】     |                                         |              |            |            |
| 第14回（2007年） | 長編部門 201編 短編部門 404編 | 受賞             | 「鼻」                                  | 曽根圭介     |            | 2007年11月 |
| 第14回（2007年） | 長編部門 201編 短編部門 404編 | 候補             | 「メガシ」                              | it           |            |            |
| 第14回（2007年） | 長編部門 201編 短編部門 404編 | 候補             | 「ぞんびになりたかった」                | 雀野日名子   |            |            |
| 第14回（2007年） | 長編部門 201編 短編部門 404編 | 候補             | 「ガラスの壁」                          | 柳井政和     |            |            |
| 第14回（2007年） | 長編部門 201編 短編部門 404編 | 候補             | 「結晶視者」                            | 香月照葉     |            |            |
| 第15回（2008年） | 長編部門 260編 短編部門 411編 | 大賞             | 「庵堂三兄弟の聖職」                    | 真藤順丈     | 2008年10月 | 2010年8月  |
| 第15回（2008年） | 長編部門 260編 短編部門 411編 | 【長編部門】     |                                         |              |            |            |
| 第15回（2008年） | 長編部門 260編 短編部門 411編 | 受賞             | 「粘膜人間」                            | 飴村行       |            | 2008年10月 |
| 第15回（2008年） | 長編部門 260編 短編部門 411編 | 候補             | 「トカゲのしっぽ」                      | 藤井腱司     |            |            |
| 第15回（2008年） | 長編部門 260編 短編部門 411編 | 候補             | 「レディオラリアン」                    | 小杉英了     |            |            |
| 第15回（2008年） | 長編部門 260編 短編部門 411編 | 候補             | 「海辺の町の少女」                      | 森川楓子     |            |            |
| 第15回（2008年） | 長編部門 260編 短編部門 411編 | 【短編部門】     |                                         |              |            |            |
| 第15回（2008年） | 長編部門 260編 短編部門 411編 | 受賞             | 「生き屏風」                            | 田辺青蛙     |            | 2008年10月 |
| 第15回（2008年） | 長編部門 260編 短編部門 411編 | 受賞             | 「トンコ」                              | 雀野日名子   |            | 2008年10月 |
| 第15回（2008年） | 長編部門 260編 短編部門 411編 | 候補             | 「穴」                                  | 如月太郎     |            |            |
| 第15回（2008年） | 長編部門 260編 短編部門 411編 | 候補             | 「焦点」                                | 長柳真一     |            |            |
| 第16回（2009年） | 長編部門 235編 短編部門 448編 | 大賞             | 「化身」                                | 宮ノ川顕     | 2009年10月 | 2011年8月  |
| 第16回（2009年） | 長編部門 235編 短編部門 448編 | 【長編部門】     |                                         |              |            |            |
| 第16回（2009年） | 長編部門 235編 短編部門 448編 | 受賞             | 「嘘神」                                | 三田村志郎   |            | 2009年10月 |
| 第16回（2009年） | 長編部門 235編 短編部門 448編 | 候補             | 「ただし、私的利用に限る」              | 黒岩研       |            |            |
| 第16回（2009年） | 長編部門 235編 短編部門 448編 | 候補             | 「しんでいきた」                        | 小澤姿子     |            |            |
| 第16回（2009年） | 長編部門 235編 短編部門 448編 | 候補             | 「蟲動」                                | 古味孝悠     |            |            |
| 第16回（2009年） | 長編部門 235編 短編部門 448編 | 候補             | 「祈り虫のメタモルフォーゼ」            | 美波凛       |            |            |
| 第16回（2009年） | 長編部門 235編 短編部門 448編 | 【短編部門】     |                                         |              |            |            |
| 第16回（2009年） | 長編部門 235編 短編部門 448編 | 受賞             | 「今昔奇怪録」                          | 朱雀門出     |            | 2009年10月 |
| 第16回（2009年） | 長編部門 235編 短編部門 448編 | 候補             | 「落頭民」                              | 高橋太       |            |            |
| 第16回（2009年） | 長編部門 235編 短編部門 448編 | 候補             | 「水のない世界」                        | 長柳真一     |            |            |
| 第17回（2010年） | 長編部門 264編 短編部門 559編 | 大賞             | 「お初の繭」                            | 一路晃司     | 2010年10月 | 2012年9月  |
| 第17回（2010年） | 長編部門 264編 短編部門 559編 | 【長編部門】     |                                         |              |            |            |
| 第17回（2010年） | 長編部門 264編 短編部門 559編 | 受賞             | 「バイロケーション」                    | 法条遥       |            | 2010年10月 |
| 第17回（2010年） | 長編部門 264編 短編部門 559編 | 候補             | 「金木犀」                              | 中村種馬     |            |            |
| 第17回（2010年） | 長編部門 264編 短編部門 559編 | 候補             | 「土曜日は遠すぎる」                    | 日遠見亮子   |            |            |
| 第17回（2010年） | 長編部門 264編 短編部門 559編 | 候補             | 「青と妖」                              | 寺澤祐介     |            |            |
| 第17回（2010年） | 長編部門 264編 短編部門 559編 | 【短編部門】     |                                         |              |            |            |
| 第17回（2010年） | 長編部門 264編 短編部門 559編 | 受賞             | 「少女禁区」                            | 伴名練       |            | 2010年10月 |
| 第17回（2010年） | 長編部門 264編 短編部門 559編 | 候補             | 「卵鞘」                                | 夢野竹輪     |            |            |
| 第17回（2010年） | 長編部門 264編 短編部門 559編 | 候補             | 「かわいそうな子供」                    | 金魚屋       |            |            |
| 第17回（2010年） | 長編部門 264編 短編部門 559編 | 候補             | 「ひょうたん」                          | 榊明彦       |            |            |
| 第17回（2010年） | 長編部門 264編 短編部門 559編 | 候補             | 「井戸」                                | 谷一生       |            |            |
| 第18回（2011年） | 長編部門 196編 短編部門 615編 | 大賞             | 該当作なし                              | 該当作なし   | 該当作なし | 該当作なし |
| 第18回（2011年） | 長編部門 196編 短編部門 615編 | 【長編部門】     |                                         |              |            |            |
| 第18回（2011年） | 長編部門 196編 短編部門 615編 | 受賞             | 「なまづま」                            | 堀井拓馬     |            | 2011年10月 |
| 第18回（2011年） | 長編部門 196編 短編部門 615編 | 候補             | 「溝のなか」                            | 大山淳子     |            |            |
| 第18回（2011年） | 長編部門 196編 短編部門 615編 | 候補             | 「失う時のための予行演習」              | 黒井卓司     |            |            |
| 第18回（2011年） | 長編部門 196編 短編部門 615編 | 候補             | 「テトラヒドロン 三角錐」               | 小杉英了     |            |            |
| 第18回（2011年） | 長編部門 196編 短編部門 615編 | 【短編部門】     |                                         |              |            |            |
| 第18回（2011年） | 長編部門 196編 短編部門 615編 | 受賞             | 「穴らしきものに入る」                  | 国広正人     |            | 2011年10月 |
| 第18回（2011年） | 長編部門 196編 短編部門 615編 | 候補             | 「漫画の中の幽霊探し」                  | 福良神海     |            |            |
| 第18回（2011年） | 長編部門 196編 短編部門 615編 | 候補             | 「トミオ石」                            | 深津十一     |            |            |
| 第18回（2011年） | 長編部門 196編 短編部門 615編 | 候補             | 「一座の花」                            | 紺野文       |            |            |
| 第18回（2011年） | 長編部門 196編 短編部門 615編 | 候補             | 「備前の壺」                            | 三和みか     |            |            |
| 第19回（2012年） | 317編                         | 大賞             | 「先導者」                              | 小杉英了     | 2012年10月 | 2014年10月 |
| 第19回（2012年） | 317編                         | 読者賞           | 「ホーンテッド・キャンパス」            | 櫛木理宇     |            | 2012年10月 |
| 第19回（2012年） | 317編                         | 候補             | 「依憑」                                | 内藤了       |            |            |
| 第19回（2012年） | 317編                         | 候補             | 「オーバーロード」                      | 柳井政和     |            |            |
| 第19回（2012年） | 317編                         | 候補             | 「夢のはじまり」                        | 嶺里俊介     |            |            |
| 第20回（2013年） | 359編                         | 大賞             | 該当作なし                              | 該当作なし   | 該当作なし | 該当作なし |
| 第20回（2013年） | 359編                         | 優秀賞           | 「かにみそ」                            | 倉狩聡       | 2013年10月 | 2015年9月  |
| 第20回（2013年） | 359編                         | 読者賞           | 「ウラミズ」                            | 佐島佑       |            | 2013年9月  |
| 第20回（2013年） | 359編                         | 候補             | 「光と血と母の場面」                    | 富原田りんね |            |            |
| 第20回（2013年） | 359編                         | 候補             | 「ひこばえ」                            | 佳原玉來     |            |            |
| 第20回（2013年） | 359編                         | 候補             | 「実験」                                | 春原煙       |            |            |

### 第21回 - 第25回
特記がなければ、初刊はKADOKAWA、文庫は角川ホラー文庫刊。
2019年度からは「横溝正史ミステリ&ホラー大賞」へ移行。
| 回（年）         | 応募総数 | 賞     | 受賞・候補作                    | 著者         | 初刊       | 文庫化     |
| ---------------- | -------- | ------ | ------------------------------- | ------------ | ---------- | ---------- |
| 第21回（2014年） | 306編    | 大賞   | 「死呪の島」                    | 雪富千晶紀   | 2014年10月 | 2016年9月  |
| 第21回（2014年） | 306編    | 佳作   | 「牛家」                        | 岩城裕明     |            | 2014年11月 |
| 第21回（2014年） | 306編    | 読者賞 | 「ON」                          | 内藤了       |            | 2014年10月 |
| 第21回（2014年） | 306編    | 候補   | 「Bスタジオにようこそ」         | 星野安則     |            |            |
| 第21回（2014年） | 306編    | 候補   | 「大舩さま」                    | 後藤敬       |            |            |
| 第22回（2015年） | 348編    | 大賞   | 「ぼぎわん」                    | 澤村伊智     | 2015年10月 |            |
| 第22回（2015年） | 348編    | 優秀賞 | 「二階の王」                    | 名梁和泉     | 2015年10月 | 2017年9月  |
| 第22回（2015年） | 348編    | 読者賞 | 「記憶屋」                      | 織守きょうや |            | 2015年10月 |
| 第22回（2015年） | 348編    | 候補   | 「毒娘」                        | bonks        |            |            |
| 第23回（2016年） | 345編    | 大賞   | 該当作なし                      | 該当作なし   | 該当作なし | 該当作なし |
| 第23回（2016年） | 345編    | 優秀賞 | 「黄昏色の炎と213号室の雫」     | 坊木椎哉     | 2016年11月 |            |
| 第23回（2016年） | 345編    | 読者賞 | 「【夜葬】」                    | 最東対地     |            | 2016年10月 |
| 第23回（2016年） | 345編    | 候補   | 「TOKYO木」                     | 藤村伊実     |            |            |
| 第23回（2016年） | 345編    | 候補   | 「少年たちの七不思議」          | 嶋田一榮     |            |            |
| 第23回（2016年） | 345編    | 候補   | 「ラストノート」                | 茜由岐       |            |            |
| 第24回（2017年） | 354編    | 大賞   | 該当作なし                      | 該当作なし   | 該当作なし | 該当作なし |
| 第24回（2017年） | 354編    | 優秀賞 | 「文字列の幽霊」                | 木犀あこ     |            | 2017年9月  |
| 第24回（2017年） | 354編    | 優秀賞 | 「迷い家」                      | 霞澄晴吽     | 2017年11月 |            |
| 第24回（2017年） | 354編    | 読者賞 | 「竹之山の斜陽」                | 野城亮       |            | 2017年10月 |
| 第24回（2017年） | 354編    | 候補   | 「足跡」                        | 袖引庸平     |            |            |
| 第25回（2018年） | 336編    | 大賞   | 「魔物・ドライブ・Ｘデー」      | 秋竹サラダ   | 2018年10月 |            |
| 第25回（2018年） | 336編    | 大賞   | 「ピラミッドの怪物」            | 福士俊哉     | 2018年10月 |            |
| 第25回（2018年） | 336編    | 読者賞 | 「魔物・ドライブ・Ｘデー」      | 秋竹サラダ   |            |            |
| 第25回（2018年） | 336編    | 候補   | 「呪エルアイドル -Jewel Idol-」 | 田井庸介     |            |            |
| 第25回（2018年） | 336編    | 候補   | 「結い言」                      | 宮下空子     |            |            |